# Michel Gagné
Pour les articles homonymes, voir Gagné.
Michel Gagné, C.M., né le 9 mai 1957 à Edmundston au Nouveau-Brunswick, est un joueur d'échecs, un écrivain et un conférencier canadien.
En 1990, il a battu un ordinateur huit victoires, trois nulles et une défaite, record enregistré par le Guinness Book of World Records.
Il a participé à la fondation de quelques organismes communautaires comme la banque alimentaire RADO et le transport adapté Mobile Plus. Il s'implique dans l'intégration et l'épanouissement des personnes handicapées.
Il a été conseiller municipal d'Edmundston.

## Honneurs
Il a été fait membre de l'ordre du Canada le 30 octobre 1991.